# 孫大文
孫大文 (そん だいぶん、1962年10月22日 - ）は中国出身でアイルランドの食品工学者。アイルランド国立大学ダブリン校食品・バイオシステム工学分野教授。

## 略歴
食品工学分野の研究と教育において世界的な権威である。彼の主要な研究活動は、冷却・乾燥・冷凍のプロセスおよびシステム、食品の品質や安全性、バイオプロセスのシミュレーションと最適化、そしてコンピュータビジョン技術に及ぶ。特に、調理済み肉の真空冷却、コンピュータビジョンによるピザの品質検査および果実や野菜の賞味期限延長ための可食性フィルムに関する革新的研究は国内外のメディアで広く報道されている。彼の業績は180以上の査読付ジャーナルと200以上のカンファレンスペーパー(会議報告)として出版されている。
彼はヨーロッパの各大学に勤務する以前に、中国において機械工学の首席学士号と修士号、および化学工学の博士号を取得している。1995年、アイルランド国立ダブリン大学の講師に任命されたが、当時、アイルランドの大学に終身雇用された初の中国籍の研究者であった。その後、上級講師、助教授、教授に最短期間で昇進した。孫博士は現在、ダブリン大学の食品バイオシステム工学教授であり、食品冷凍およびコンピュータを応用した食品加工技術研究グループの主任を務めている。
食品工学分野の優れた教育者として、孫教授は食品工学分野に多大な貢献をした。彼が育てた多くの博士学生は産業界および学会において貢献している。彼は、国際的な学術機関において、定期的に食品工学の進歩について講義を行い、また国際会議においても基調講演を行っている。食品工学の権威として、彼は浙江大学、上海交通大学、ハルビン工科大学、中国農業大学、南中国工業大学、江南大学等々の中国の上位10校の大学において非常勤／客員／コンサルティング教授職を務めている。食品工学分野への世界規模での彼の多大な貢献と、この分野における顕著なリーダーシップが認められ、2000年、2006年に国際農業工学会(CIGR)は彼にCIGR功績賞(CIGR Merit Award)を贈った。英国の機械工学会(IMechE)は彼に2004年度食品工学者(”Food Engineer of the Year 2004”)の称号を贈った。そして、2008年には、世界の農業工学研究者のトップ1パーセントとして彼の優れた業績を評価してCIGR業績賞(CIGR Recognition Award)が贈られた。
彼は農業工学会の特別研究員である。彼の教育および研究における優れた業績に対して、学長研究奨励賞を含む多数の賞が贈られ、ダブリン大学の学長研究賞(Research Award)も二度授与された。彼はCIGR理事会の委員およびCIGRの名誉副会長である。また、国際誌の「食品およびバイオプロセス技術」(Food and Bioprocess Technology)(Springer)の編集委員長、「現代食品工学」(Contemporary Food Engineering) (CRC Press / Taylor & Francis)シリーズの編集者、「Journal of Food Engineering」(Elsevier)の前編集委員長、「Journal of Food Engineering」 (Elsevier)、「Journal of Food Process Engineering」 (Blackwell)、「Sensing and Instrumentation for Food Quality and Safety」 (Springer)および「Czech Journal of Food Sciences」(チェコ食品科学会誌)の編集委員である。彼はまた、英国技術協議会に登録された公認技術者(chartered engineer)である。

## 賞歴
- CIGR 業績賞(Recognition Award)、2008、CIGR(国際農業工学会、International Commission of Agricultural Engineering)
- 食品科学・工学団体特別会員賞、2007、Association of Food Scientists and Technologists)(インド)。
- CIGR 功績賞(Merit Award)、2006、(International Commission of Agricultural Engineering)
- 学長研究奨賞、2004/2005、ダブリン大学
- 2004年度食品工学者賞、2004、(機械工学会)（イギリス）
- Engineering and Science名士録、2000～
- CIGR功績賞(CIGR Merit Award)、2000、(国際農業工学会、International Commission of Agricultural Engineering)
- 学長研究奨励賞、2000/2001、ダブリン大学
- 世界名士録、1999～